# Alois Elhenický
Alois Elhenický (7. června 1844 Lhenice – 23. října 1915 Smíchov) byl rakouský a český stavitel, architekt a politik, na přelomu 19. století a 20. století starosta Smíchova, koncem 19. století poslanec Českého zemského sněmu.

## Biografie
Narodil se do rodiny truhlářského mistra Kašpara Elhenického (1816–1890). Absolvoval reálku a pak roku 1869 pražskou techniku, kde studoval inženýrské stavitelství. V roce 1874 se v Písku oženil s Marií Bohumilou Podlejší (1848–1925). Z manželství vzešel syn Emil Josef (1875–1917) a dcera Berta (1887–?).
Nastoupil do firmy E. Muzika a spol., jež budovala železniční tratě. Zde působil do roku 1879. Složil stavitelskou zkoušku a od roku 1879 měl koncesi stavitele a civilního geometra na Smíchově, kde také bydlel. Od 23. května 1888 působil ve Spolku inženýrů a architektů a patřil mezi zakládající členy České matice technické. Roku 1898 mu byla na výstavě architektury a inženýrství udělena stříbrná medaile hlavního města Prahy. Roku 1901 založil v obci Obrnice u Mostu továrnu na hliněné a cihelné zboží, která vyráběla glazované střešní tašky.
Architektonicky tvořil v historizujících slozích, zejména neorenesanci. Jeho dílem je komplex ústředních jatek v Praze-Holešovicích z roku 1893. Podle projektu Achille Wolfa s dílčími změnami realizoval budovu Hypoteční banky na Senovážném náměstí. Roku 1902 se podílel na dostavbě Pražského soukromého ústavu pro hluchoněmé v Holečkově ulici. V roce 1904 postavil neobarokní kanceláře pro Schwarzenberský sklad dřeva v Nádražní ulici na Smíchově. Je rovněž autorem projektu ústavu slepců na Horní Palatě v Košířích, postaveného v letech 1891–1893 Leonardem Řepkou. V roce 1908 navrhl a provedl přístavbu severního a jižního křídla kláštera sv. Gabriela na Smíchově.
Angažoval se i ve veřejném a politickém životě. Od roku 1887 zasedal ve smíchovském obecním zastupitelstvu. V období let 1888–1906 byl starostou Smíchova. Za jeho působení v čele obce byl vybudován přístav na Císařské louce. V centru Smíchova vyrostl Národní dům a tržnice.
Koncem 80. let 19. století se zapojil i do zemské politiky. Ve volbách v roce 1889 byl zvolen v městské kurii (volební obvod Smíchov) do Českého zemského sněmu. Politicky patřil k staročeské straně.
Roku 1893 mu byl udělen Řád Františka Josefa. Roku 1907 se stal stavebním radou.
Zemřel roku 1915 na Smíchově. Pohřben byl na Olšanských hřbitovech.

## Dílo - fotogalerie

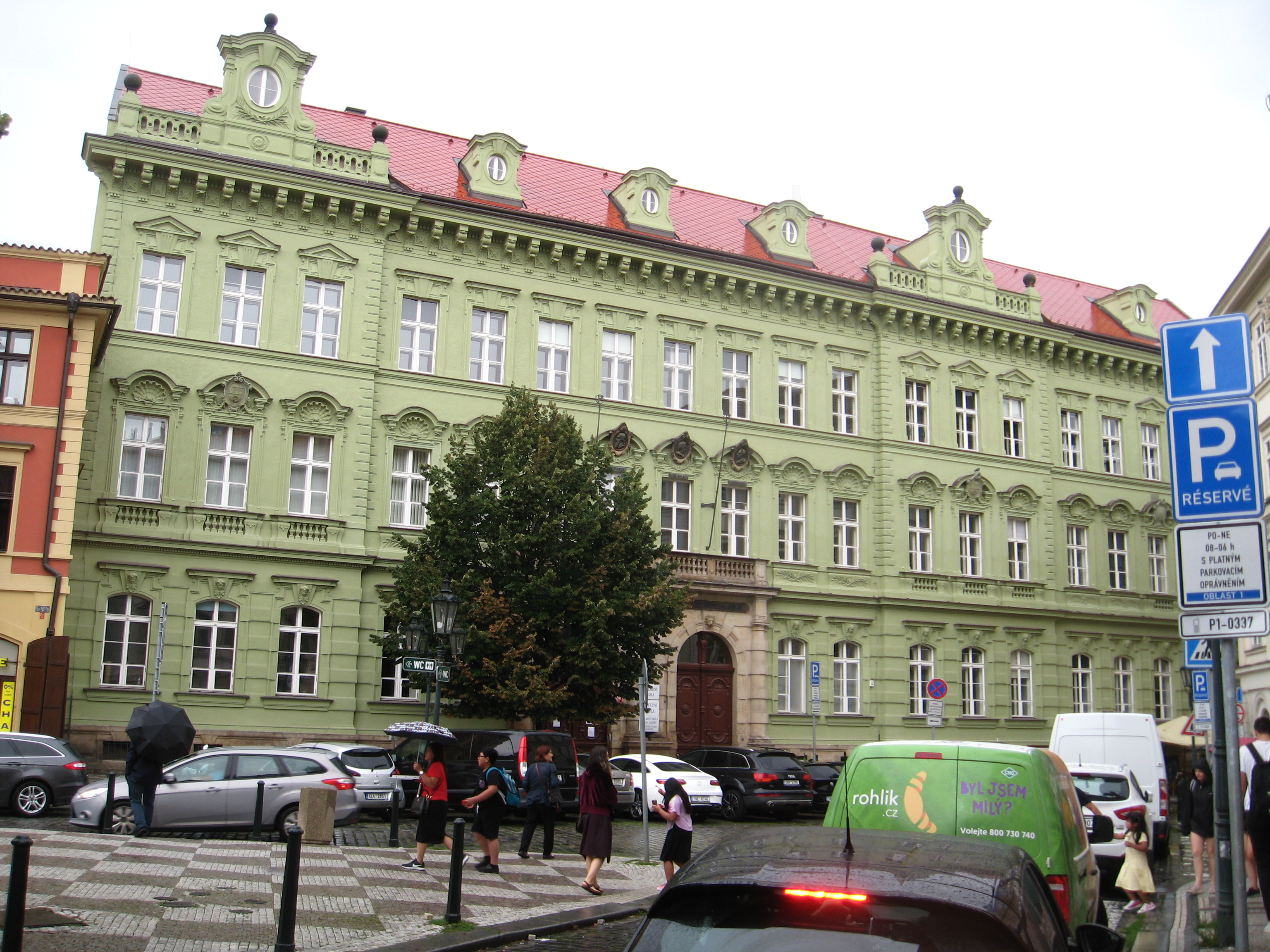
Škola na Uhelném trhu 4 (1883)
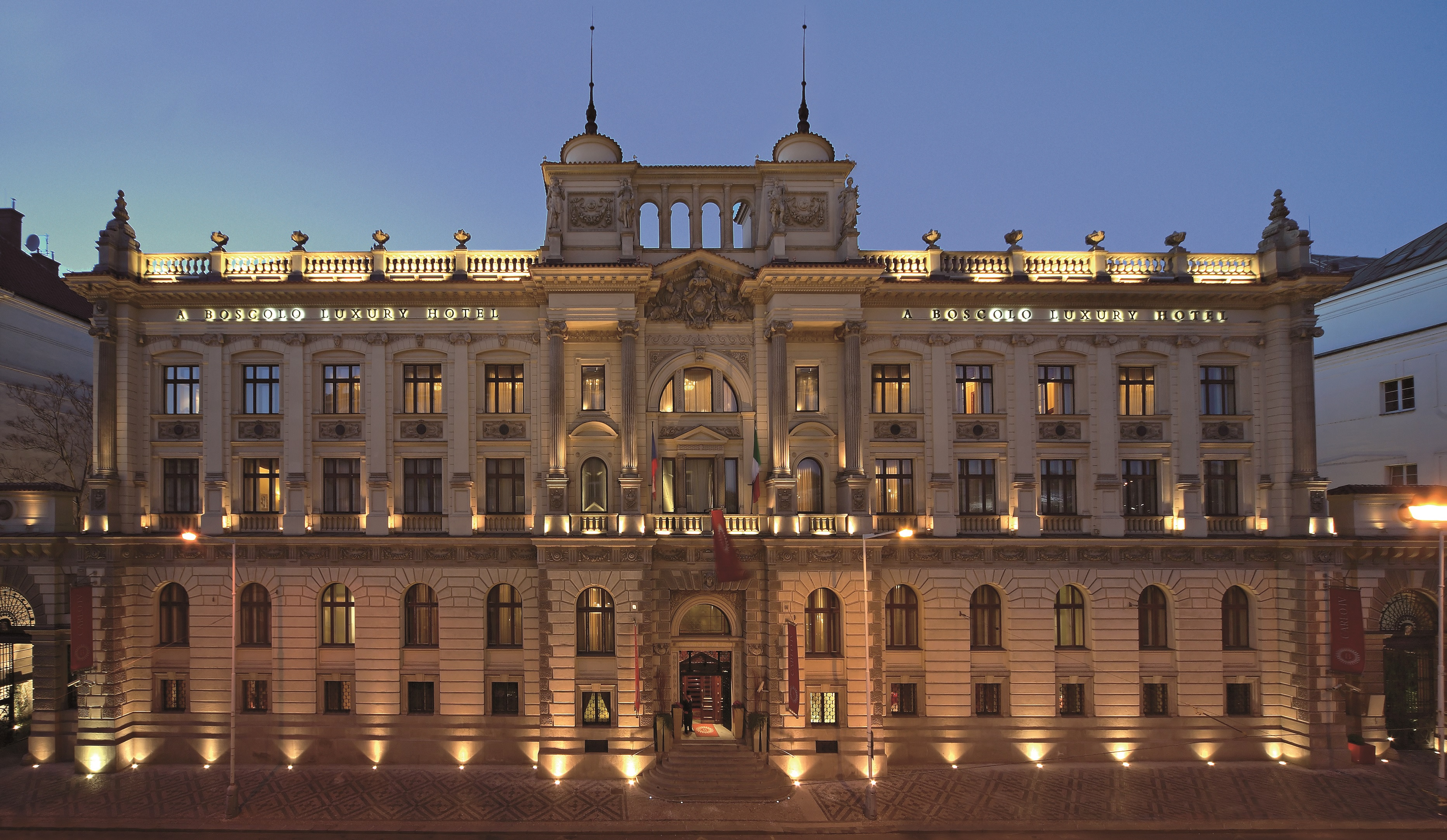
Hypoteční banka, Senovážné náměstí 13
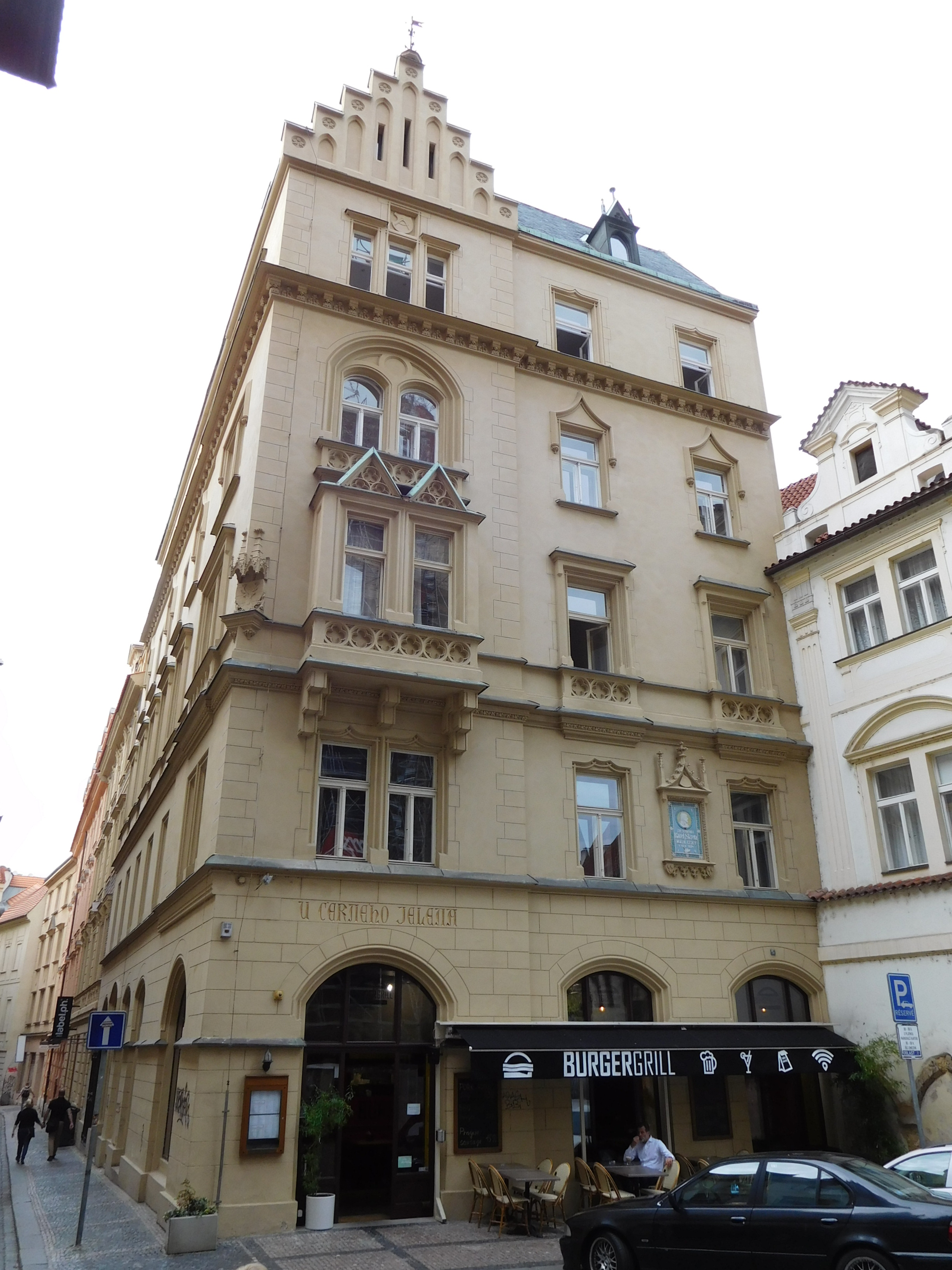
Dům U černého jelena, Týnská 5 (1898)
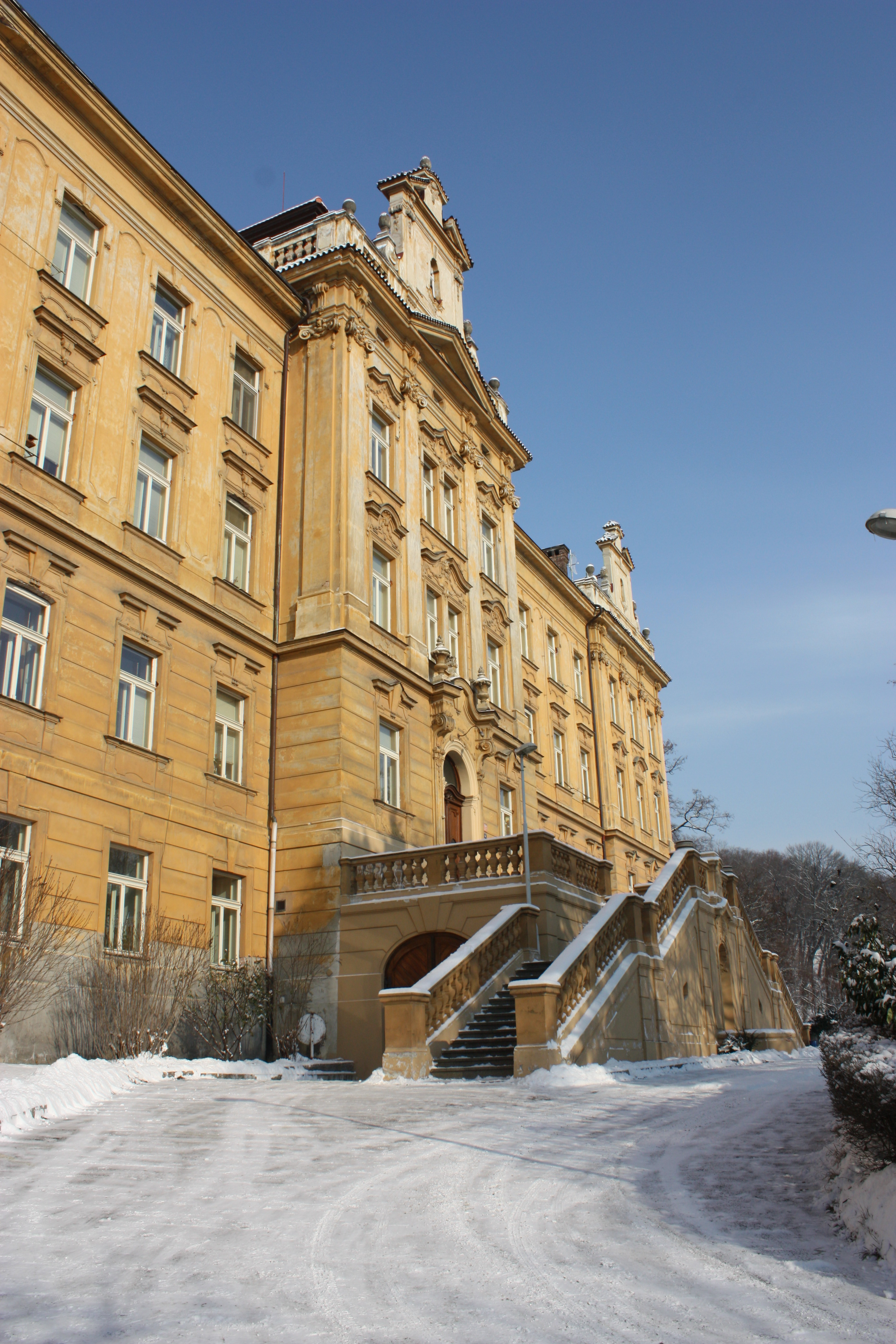
Ústav pro hluchoněmé, Holečkova 4 (1902)
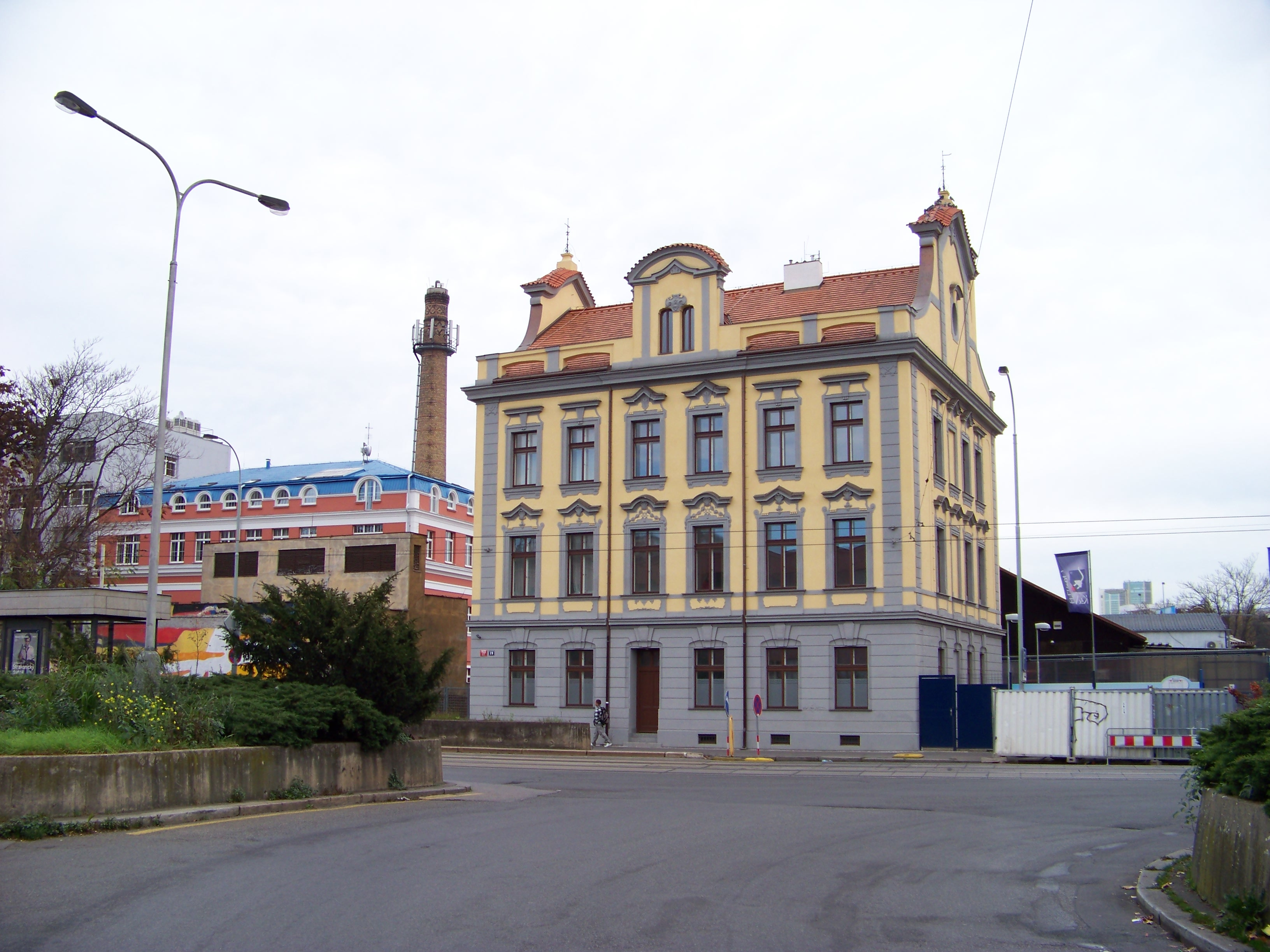
Schwarzenberský sklad dřeva, Nádražní 28 (1904)